# Lonesome Suzie
Lonesome Suzie – ballada bluesowa kanadyjskiej grupy The Band, napisana i wykonywana przez Richarda Manuela. Utwór znalazł się na krążku Music from Big Pink z 1968. Na pierwszy plan piosenki wysuwa się gra fortepianu i wokal Manuela.
Piosenka opisuje postać tytułowej Suzie, jej samotność, odrzucenie i smutek. She's always losing so she sits and cries and shakes (Na zawsze przegrana, więc siedzi i drży i płacze), She just sits there, hoping for a friend (Wciąż siedzi i czeka na przyjaciela). Podmiot, również odczuwający samotność, wyznaje: It's so hard just to watch her, if I touch her, oh! poor Suzie, I'm wondrin' what to do (Tak trudno mi na nią spojrzeć; a gdybym jej dotknął, o! biedna Suzie, nie wiem co robić mam). Piosenka kończy się optymistycznym, pełnym nadziei akcentem: I guess just watching you has made me lonesome too. Why don't we get together, what else can we do? (Gdy patrzę na ciebie, wiem że też jestem samotny. Dlaczego nie moglibyśmy być razem, co innego nam zostało?)